# Marathon de Prague
Le marathon international de Prague ou PIM est un marathon fondé en 1995 et qui se déroule, chaque année en mai, dans les rues de Prague.
Selon les organisateurs, avec les deux-tiers des participants venant de 55 pays différents, c'est l'une des courses les plus internationales, la beauté de la ville dans laquelle se déroule le marathon jouant un rôle-clé dans son attrait.

## Palmarès
| Édition | Année | Vainqueur (Homme)        | Pays       | Temps                  | Vainqueur (Femme)      | Pays        | Temps           | Participants |
| ------- | ----- | ------------------------ | ---------- | ---------------------- | ---------------------- | ----------- | --------------- | ------------ |
| 1er     | 1995  | Tumo Turbo               | Éthiopie   | 2 h 12 min 44 s        | Svetlana Tkach         | Moldavie    | 2 h 39 min 33 s | 519          |
| 2e      | 1996  | William Musyoki          | Kenya      | 2 h 12 min 21 s        | Elena Vinitskaya       | Biélorussie | 2 h 37 min 33 s | 1167         |
| 3e      | 1997  | John Kagwe               | Kenya      | 2 h 09 min 07 s        | Elena Vinitskaya       | Biélorussie | 2 h 32 min 58 s | 1639         |
| 4e      | 1998  | Elijah Lagat             | Kenya      | 2 h 08 min 52 s        | Elena Vinitskaya       | Biélorussie | 2 h 34 min 25 s | 2506         |
| 5e      | 1999  | Eliud Kering             | Kenya      | 2 h 11 min 19 s        | Franca Fiacconi        | Italie      | 2 h 28 min 33 s | 1782         |
| 6e      | 2000  | Simon Chemoiywo          | Kenya      | 2 h 10 min 35 s        | Alina Ivanova          | Russie      | 2 h 27 min 42 s | 2776         |
| 7e      | 2001  | Andrea Sambu Sipe        | Tanzanie   | 2 h 10 min 14 s        | Maura Viceconte        | Italie      | 2 h 26 min 33 s | 2641         |
| 8e      | 2002  | Henry Tarus Kiprotich    | Kenya      | 2 h 11 min 41 s        | Alevtina Ivanova       | Russie      | 2 h 32 min 24 s | 2809         |
| 9e      | 2003  | Willy Cheruiyot Kipkirui | Kenya      | 2 h 11 min 56 s        | Anne Jelegat Kibor     | Kenya       | 2 h 31 min 10 s | 2602         |
| 10e     | 2004  | Barnabas Kipkoech        | Kenya      | 2 h 12 min 15 s        | Leila Aman             | Éthiopie    | 2 h 31 min 48 s | 3433         |
| 11e     | 2005  | Stephen Cheptot Matebo   | Kenya      | 2 h 10 min 42 s        | Salina Kosgei          | Kenya       | 2 h 28 min 42 s | 3402         |
| 12e     | 2006  | Chami Moubarak           | Qatar      | 2 h 11 min 11 s        | Alina Ivanova          | Russie      | 2 h 29 min 20 s | 2991         |
| 13e     | 2007  | Hélder Ornelas           | Portugal   | 2 h 11 min 49 s        | Nailiya Yulamanova     | Russie      | 2 h 33 min 10 s | 3190         |
| 14e     | 2008  | Kenneth Mburu Mungara    | Kenya      | 2 h 11 min 06 s        | Nailiya Yulamanova     | Russie      | 2 h 31 min 43 s | 3691         |
| 15e     | 2009  | Patrick Ivuti Mukutu     | Kenya      | 2 h 07 min 48 s        | Olga Glok              | Ukraine     | 2 h 28 min 27 s | 3976         |
| 16e     | 2010  | Eliud Kiptanui           | Kenya      | 2 h 05 min 39 s        | Helena Kirop           | Kenya       | 2 h 25 min 29 s | 4859         |
| 17e     | 2011  | Benson Barus             | Kenya      | 2 h 07 min 07 s        | Lydia Cheromei         | Kenya       | 2 h 22 min 34 s | 5296         |
| 18e     | 2012  | Deressa Chimsa           | Éthiopie   | 2 h 06 min 25 s        | Agnes Kiprop           | Kenya       | 2 h 25 min 40 s | 5624         |
| 19e     | 2013  | Nicholas Kemboi          | Qatar      | 2 h 08 min 51 s        | Caroline Rotich        | Kenya       | 2 h 27 min 00 s | 5766         |
| 20e     | 2014  | Patrick Terer            | Kenya      | 2 h 08 min 07 s        | Firehiwot Dado         | Éthiopie    | 2 h 23 min 34 s | 5846         |
| 21e     | 2015  | Felix Kandie             | Kenya      | 2 h 08 min 32 s        | Yebrgual Melese        | Éthiopie    | 2 h 23 min 49 s | 5871         |
| 22e     | 2016  | Lawrence Cherono         | Kenya      | 2 h 07 min 24 s        | Lucy Karimi            | Kenya       | 2 h 24 min 46 s | 5777         |
| 23e     | 2017  | Gebretsadik Abraha       | Éthiopie   | 2 h 08 min 47 s        | Valary Jemeli Aiyabei  | Kenya       | 2 h 21 min 57 s | 6510         |
| 24e     | 2018  | Galen Rupp               | États-Unis | 2 h 06 min 07 s        | Bornes Jepkirui Kitur  | Kenya       | 2 h 24 min 19 s | 6950         |
| 25e     | 2019  | Almahjoub Dazza          | Bahreïn    | 2 h 05 min 58 s        | Lonah Chemtai Salpeter | Israël      | 2 h 19 min 46 s | 7300         |
|         |       | annulé en 2020 et        | 2021       | pour cause de pandémie | covid-19               |             |                 |              |
| 26e     | 2022  | Norbert Kigen            | Kenya      | 2 h 07 min 54 s        | Bekelech Gudeta        | Éthiopie    | 2 h 22 min 56 s |              |
| 27e     | 2023  | Alexander Mutiso         | Kenya      | 2 h 05 min 09 s        | Workenesh Edesa        | Éthiopie    | 2 h 20 min 42 s |              |
| 28e     | 2024  | Lemi Hayle               | Éthiopie   | 2 h 08 min 44 s        | Bedatu Hirpa           | Éthiopie    | 2 h 23 min 41 s |              |

Légende:
 Record de l'épreuve
 Championnat de République tchèque